# Tignère
Tignère es una comuna camerunesa perteneciente al departamento de Faro-et-Déo de la región de Adamawa.
En 2005 la comuna tiene 34 167 habitantes.
Se ubica junto al cruce de las carreteras P12 y D20, unos 100 km al oeste de la capital regional Ngaoundéré.

## Localidades
Comprende, además de Tignère, las siguientes localidades:
- Adeck
- Binti
- Bourle
- Carrefour Galim
- Djactadou (Ngaoutere)
- Doualayel
- Garbaya Djire
- Garbaya Yelwa
- Gassanguel
- Kodjoli
- Labbare Modibbo
- Libong
- Libong Sabongari
- Lougguere Sadou
- Mayo Poutchou (Nassarao)
- Mayo Tignere I
- Paro Djaouro Ndjinda
- Paro Lawel
- Ranch Faro
- Sadeck
- Tikar
- Walkossam
- Woulde